# أرغايوس الثاني المقدوني
أرغايوس الثاني المقدوني (باليونانية القديمة:Ἀργαῖος Βʹ ὁ Μακεδών) هو أحد ملوك مملكة مقدونيا القديمة حكم مقدونيا لمدة عامين (392 - 390 قبل الميلاد) والده باوسانياس المقدوني.

## استيلاءه على العرش
قام أرغايوس الثاني وبمساعدة من الإليريين بخلع الملك أمينتاس الثالث المقدوني عن العرش واستلم الحكم عنه لمدة عامين إلا أن أمينتاس الثالث المقدوني استطاع وبمساعدة الثيساليين باستعادة مملكته.

## المحاولة الثانية
بعد موت الملك المقدوني بيرديكاس الثالث المقدوني حاول أرغايوس الثاني العودة إلى الحكم وهذه المرة بمساعدة من أثينا التي زودته بجيش مؤلف من 3000 جندي مشاة (هوبليتس) مع قائدهم مانتياس إلا أن محاولته باءت بالفشل إذ تصدى له فيليبوس الثاني المقدوني مما اضطره إلى الرجوع إلى ميثوني في بييريا